# فرهنگ در اسرائیل

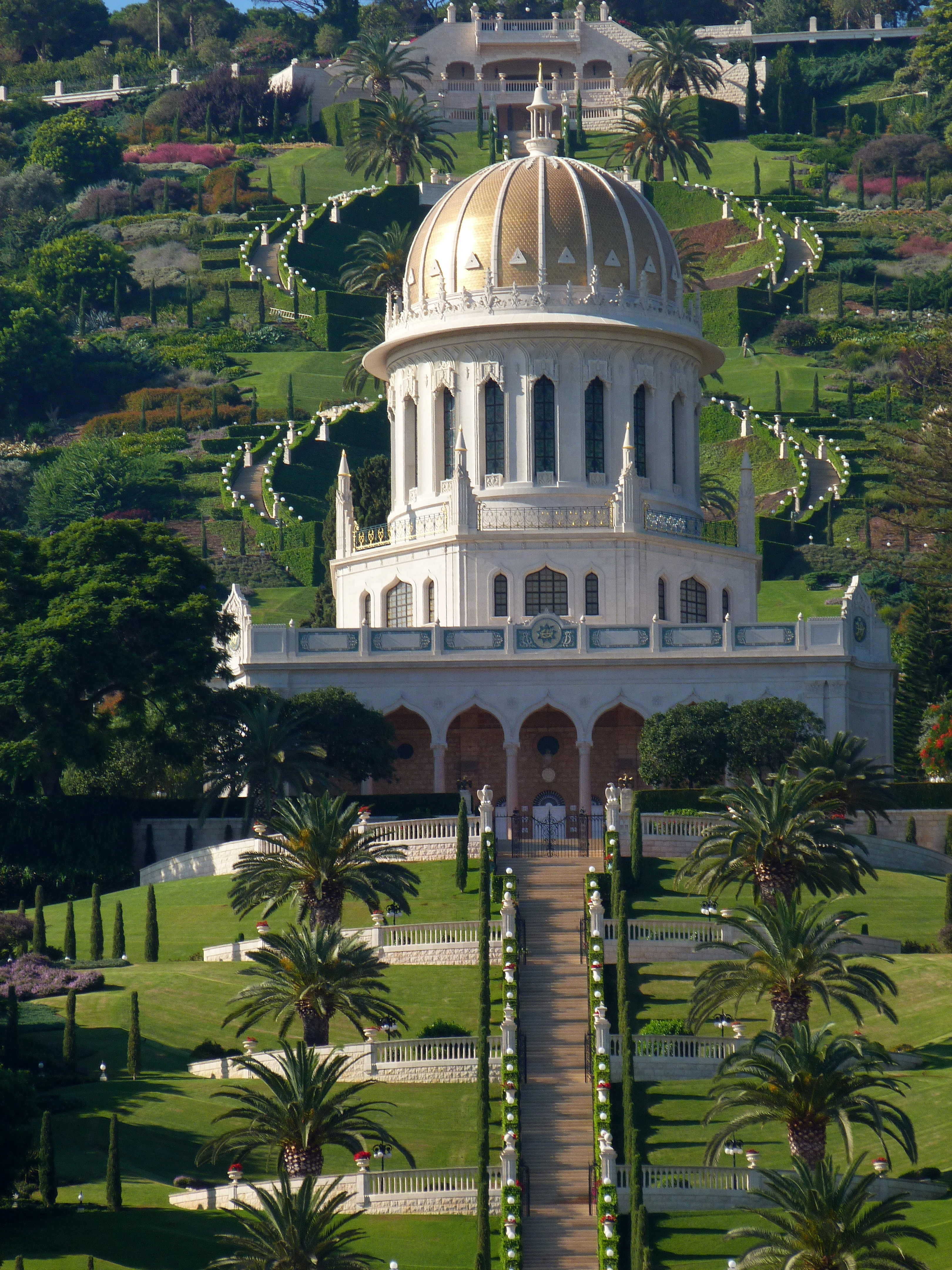
حرم باب، بین سالهای ۱۹۴۹ تا ۱۹۵۳ ساخته شده، نمونه ای از معماری در اسرائیل است

ریشه‌های فرهنگ اسرائیل مدتها قبل از استقلال مدرن اسرائیل در سال ۱۹۴۸ شکل گرفت و آثار آن به اسرائیل باستان (به ۱۰۰۰ قبل از میلاد) بازمی‌گردد. این نشان دهنده فرهنگ یهود، تاریخ یهود در دیاسپورا، ایدئولوژی جنبش صهیونیستی است که در اواخر قرن نوزدهم شکل‌گرفت، و همچنین تاریخ و سنت‌های جمعیت عرب اسرائیل و اقلیت‌های قومی که در اسرائیل زندگی می‌کنند، از جمله آنها دروزی، چریکها. ارمنی‌ها و موارد دیگر را می‌توان نام‌برد.
اسرائیل زادگاه فرهنگ یهود است و فرهنگ آن شامل بسیاری از خصوصیات فرهنگی یهود، از جمله فلسفه، ادبیات، شعر، هنر، اساطیر، فولکلور، عرفان و جشنواره است؛ و همچنین یهودیت، که برای ایجاد مسیحیت و اسلام نیز اساسی بود.
تل آویو و اورشلیم اصلی‌ترین قطب‌های فرهنگی اسرائیل به حساب می‌آیند. روزنامه نیویورک تایمز تل آویو را به عنوان «پایتخت آرام مدیترانه ای» توصیف کرده‌است، لونلی پلانت آن را به عنوان ده شهر برتر برای زندگی شبانه قرار داد، و نشنال جئوگرافیک آن را به عنوان یکی از ده شهر برتر ساحلی معرفی کرده‌است.
اسرائیل با بیش از ۲۰۰ موزه، بیشترین تعداد سرانه موزه‌ها را در جهان دارد و سالانه میلیون‌ها بازدیدکننده داشته‌است. موزه‌های هنری بزرگ در تل‌آویو، اورشلیم، حیفا و هرتزلیا، و همچنین در بسیاری از شهرها و کیبوتص فعالیت می‌کنند. ارکستر فیلارمونیک اسرائیل در سالن‌هایی در سراسر کشور و خارج از کشور برنامه اجرا می‌کند و تقریباً هر شهر ارکستر مخصوص به خود را دارد که بسیاری از موسیقی دانان از اتحاد جماهیر شوروی سابق فعالیت می‌کنند. رقص عامه در اسرائیل محبوب است و شرکتهای رقص مدرن اسرائیلی از جمله شرکت رقص باتسوا در دنیای رقص بسیار مورد تحسین قرار می‌گیرند. تئاتر ملی، حبیما در سال ۱۹۱۷ تأسیس شده‌است. فیلمسازان اسرائیلی و بازیگران در سال‌های اخیر جوایز جشنواره‌های بین‌المللی فیلم را کسب کرده‌اند. از دهه ۱۹۸۰، ادبیات اسرائیل به‌طور گسترده ترجمه شده‌است، و چندین نویسنده اسرائیلی به شناخت بین‌المللی دست یافته‌اند.

## تاریخ
با جمعیت متنوع مهاجران از پنج قاره و بیش از ۱۰۰ کشور، و خرده فرهنگ‌های قابل توجهی مانند مزراحی، اعراب، یهودیان روسیه، یهودیان اتیوپی، یهودیان سکولار و حریدی، هر کدام با شبکه‌های فرهنگی خود، فرهنگ اسرائیل را بسیار متنوع می‌سازند. این روندها و تغییرات فرهنگی را در سراسر جهان دنبال می‌کند و همچنین بیانگر روحیه ای بی نظیر از خودش است. در عین حال، اسرائیل یک جامعه خانواده محور و دارای یک جامعه قوی است.

### نفوذ و تأثیرات

#### تمدنهای باستانی خاور نزدیک
اسرائیل باستان، به عنوان یک تمدن از شرق باستان نزدیک، تا حدودی تحت تأثیر دیگر فرهنگ‌های منطقه بوده‌است. الفبای نیاعبری از الفبای فنیقی اقتباس شده‌است و متن مربع مشتق الفبای آرامی است. اعتقاد بر این است که مزدیسنا ایران باستان تأثیر خود را در فرجام‌شناسی یهودیان داشته و اساطیر یهود شباهت‌هایی با اساطیر بین‌النهرین مانند انوما الیش بابل و روایت آفرینش جنسیس یا حماسه گیلگمش و روایت سیل جنسیس دارد.

#### مسیحیت و تمدن غربی
یهودیت، ریشه در اسرائیل باستان، پایه و اساس اخلاق غربی است. غرب کنونی از بسیاری جهات از فرهنگ اسرائیل باستان تأثیر پذیرفته‌است، از اخلاق آن گرفته تا آداب توحید. تمام مزایای آن تا حد زیادی از طریق مسیحیت بر جهان تأثیر گذاشت. کتاب مقدس عبری، تألیف شده توسط یهودیان در سرزمین اسرائیل از قرن ۸ تا ۲ قبل از میلاد، سنگ گوشه ای از تمدن غربی است. در حدود سال ۶۳ قبل از میلاد، یهودیه بخشی از امپراتوری روم شد. در حدود ۶ سال قبل از میلاد مسیح در خانواده ای یهودی در شهر ناصره به دنیا آمد و چند دهه بعد در زمان پونتیوس پیلاتس مصلوب شد. پیروان او بعداً اعتقاد داشتند که او در قیامت حضور پیدا خواهد کرد و به آنها الهام می‌بخشد تا یهودیت را در سراسر جهان گسترش دهند. مسیحیت نیز در جهان یونان و روم گسترش یافت. بعداً این امر منجر به ایجاد خود غرب خواهدشد.
مسیحیت، دین غرب و دین اساسی جهان غرب، از یهودیت و به عنوان یک فرقه یهودای معبد دوم از اواسط قرن اول آغاز شد. عهد جدید، تألیف شده توسط یهودیان قرن اول، یکی از متون اصلی تمدن غربی است.

#### تمدن اسلامی
اسلام از دیدگاه بنیادی و مذهبی، ساختار، فقه و عملکرد خود به شدت تحت تأثیر یهودیت قرارگرفت. اسلام ایده‌های خود را از متن مقدس قرآن، سرانجام از یهودیت، مشتق‌می‌کند و حاوی اشاراتی به بیش از پنجاه نفر و رویدادهایی است که در کتاب مقدس یهودیت نیز آمده‌است از جمله روایت آفرینش، آدم و حوا، قابیل و هابیل، پیدایش. روایت سیل نوح، ابراهیم، سدوم و گمورا، موسی و خروج، داود پادشاه و پیامبران یهودی. عهد جدید که توسط یهودیان در روم یهودا تألیف شده‌است، همچنین بر اسلام تأثیر گذاشته‌است و قرآن از چهره‌هایی همچون عیسی، مریم و جان باپتیست نیز یاد می‌کند. کدهای رژیمی و حقوقی اسلام، طراحی اساسی مسجد، عبادتگاه اسلامی و نماز جمعی اسلام از جمله روالهای فداکارانه آنها ناشی از یهودیت است.

## زبان

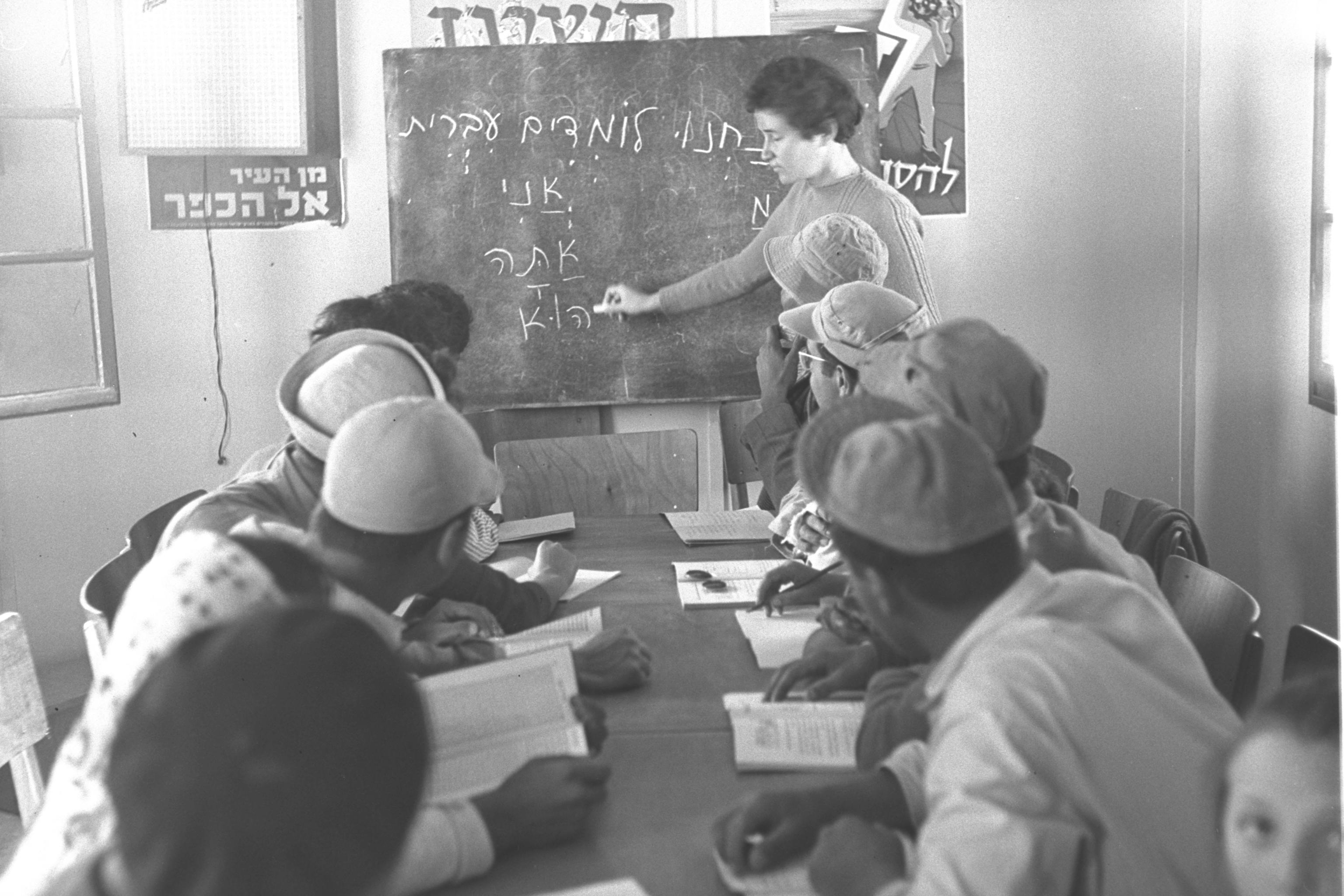
آموزش زبان عبری در دیمونا، ۱۹۵۵

در حالی که عبری زبانهای رسمی کشور اسرائیل است، بیش از ۸۳ زبان در این کشور صحبت می‌شود.
با ورود مهاجران جدید، آموزش زبان عبری مهم بود. الیزر بن یهودا، که کمیته زبان عبری را تأسیس کرده‌است، هزاران کلمه و مفهوم جدید مبتنی بر منابع کتاب مقدس، تلمود و منابع دیگر را برای مقابله با نیازها و خواسته‌های زندگی در قرن بیستم ابداع کرد. یادگیری زبان عبری با استفاده از شعار "یهودی، دوبر ایوویت" ("یهودی‌ها - به زبان عبری صحبت کنید") به یک هدف ملی تبدیل شد. مدارس ویژه یادگیری زبان عبری، ulpanim، در سراسر کشور تأسیس شده‌است.
بزرگ کردن نام خانوادگی در دوره قبل از دولت رایج بود و در دهه ۵۰ بیشتر رواج یافت. در سال‌های اولیه، جزوه ای در مورد نحوه انتخاب نام عبری منتشر شد. نخست‌وزیر، دیوید بن گوریون، از مردم خواست تا نام خانوادگی عبری را اتخاذ کند.

## تحصیلات
در سال ۲۰۱۲، طبق گزارش سازمان همکاری و توسعه اقتصادی (OECD) که با گزارشی از گلنس (Glance) منتشر شد، اسرائیل به عنوان دومین کشور از نظر تعداد تحصیل کرده‌ها در جهان شناخته شد. در این گزارش آمده‌است که ۷۸٪ از سرمایه‌گذاری شده در آموزش و پرورش از محل بودجه عمومی بوده و ۴۵٪ از مردم دارای مدرک دانشگاه یا کالج هستند.

## فلسفه

### اسرائیل باستان

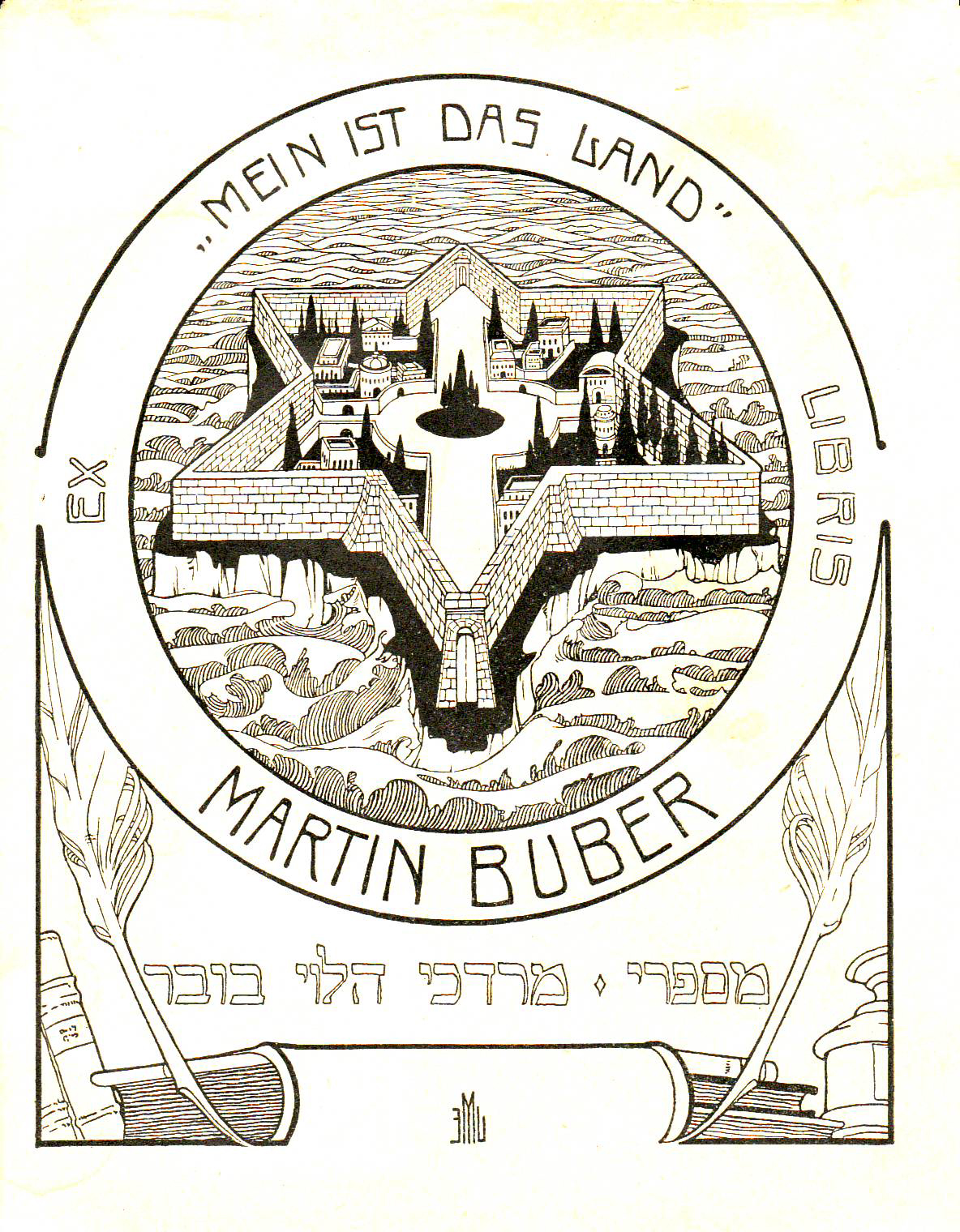
کتابچه ای که برای مارتین بوبر ساخته شده‌است. بشقاب مزین به دیوارهای بیت‌المقدس به شکل سپر داود مزین شده‌است که از بالا مشاهده می‌شود.

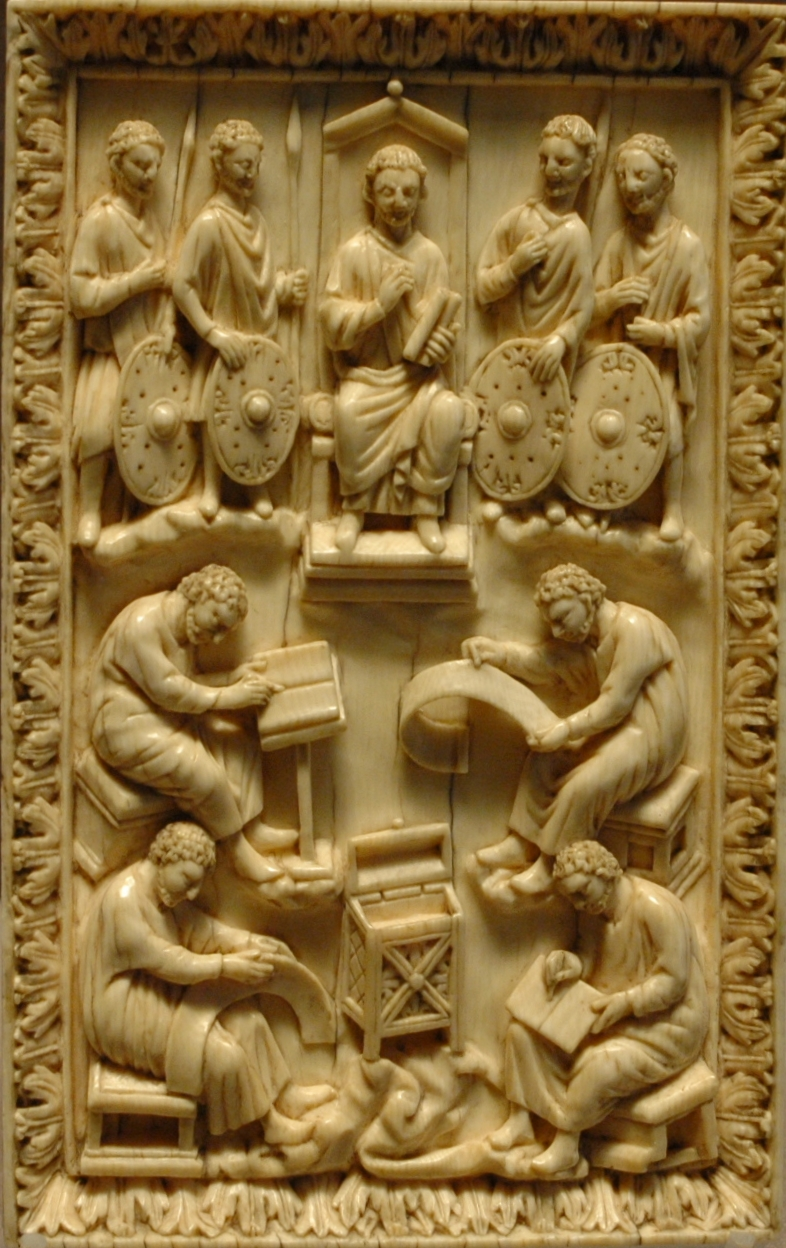
دیوید دیکته مزامیر. از تمرین مزمورها به عنوان یک مشکل فلسفی و کلامی یاد می‌شود

عقاید و رویکردهای فلسفی اسرائیلی باستان را می‌توان در کتاب مقدس یافت. مزامیر شامل دعوتهایی برای تحسین خرد خدا از طریق آثارش است. از این رو، برخی از محققان معتقدند، یهودیت از یک جریان فعلی فلسفی برخوردار است. اثر تفسیری مزمور ۱۳۲ میان فلسفه زبان و فلسفه کلامی قراردارد.
کتاب جامعه اغلب تنها اثر اصیل فلسفی در کتاب مقدس عبری به حساب می‌آیند. نویسنده آن درصدد درک جایگاه انسان‌ها در جهان و معنای زندگی است. کتاب جامعه و کتاب ایوب از آثار مورد علاقه فیلسوفان قرون وسطایی بودند که آنها را به عنوان مباحث فلسفی در نظر داشتند که به مکاشفه تاریخی وابسته نیستند. کتاب جامعه تأثیر عمیقی بر ادبیات غربی داشته‌است که شامل چندین عبارت است که در فرهنگ انگلیس و آمریکا طنین انداز شده‌است، مانند "خوردن، آشامیدن و شاد بودن"، "هیچ چیز جدیدی در زیر آفتاب نیست"، "زمانی برای به دنیا آمدن و زمانی برای مردن" و "غرور و خودبینی؛ همه پوچی است. "
در کتابهای دیگر مانند امثال سلیمان یا سیراخ و کتاب حکمت آخرالزمان یهود، اشاراتی به عنوان مفهوم خرد وجود دارد که برای تفکر یهود اهمیت اولیه داشت.

### اسرائیل مدرن
فلسفه مدرن اسرائیل تحت تأثیر تفکر سکولار و مذهبی یهود بوده‌است.
از فیلسوفان نام آشنایی یهودی می‌توان آویشای مارگالیت، هوگو برگمان، یهوشوا بار هیلل، اسرائیل الداد و یودیا پرل را نام برد.
| هیلل بزرگتر (ح. ۱۱۰ پیش از میلاد - ۱۰ میلادی) | آکیوا بن جوزف (ح. ۵۰-۱۳۵) | آرون دیوید گوردون (۱۸۵۶–۱۹۲۲) | مارتین بوبر (۱۸۷۸–۱۹۶۵) | هوگو برگمان (۱۸۸۳–۱۹۷۵) | یشایاهو لیبوویتس (۱۹۰۳–۱۹۹۴) | جوزف راز (۱۹۳۹-) |
| --------------------------------------------- | ------------------------- | ----------------------------- | ----------------------- | ----------------------- | ---------------------------- | ---------------- |
|                                               |                           |                               |                         |                         |                              |                  |

## ادبیات و شعر

### اسرائیل باستان

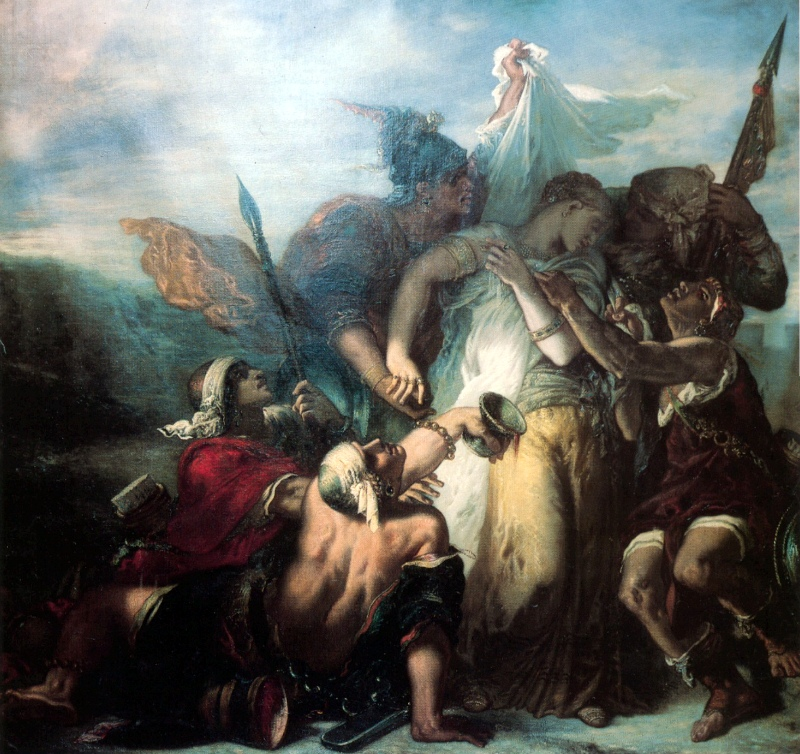
تصویر برای آواز آهنگ‌ها. در کنار کتاب استر، نمونه ای از ادبیات باستان اسرائیل است و به‌طور سنتی به عنوان تمثیل رابطه خدا و اسرائیل خوانده می‌شود.

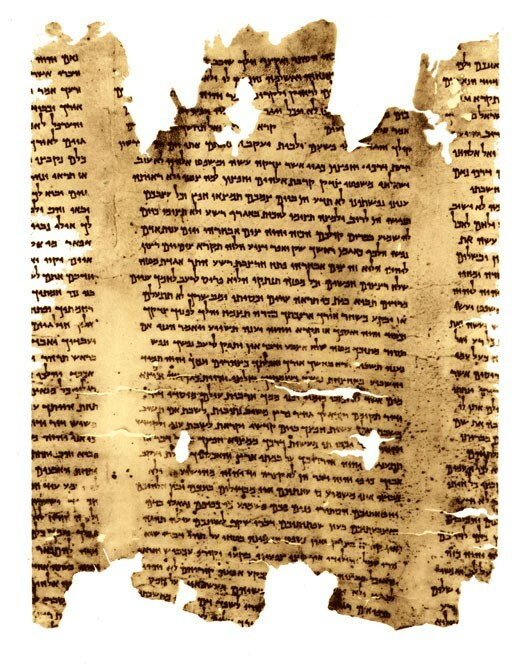
بخشی از پیمایش اشعیا. یکی از اولین دستنوشته‌های شناخته شده ادبیات کتاب مقدس

قدیمی‌ترین کتیبه شناخته شده به زبان عبری، کتیبه Khirbet Qeiyafa است (قرن ۱۱ام - ۱۰ام قبل از میلاد)، تا کنون متنوع‌ترین، گسترده‌ترین و از لحاظ تاریخی مهمترین ادبیات که به زبان عربی کلاسیک قدیمی نوشته شده‌است، کتاب مقدس عبری است. کتاب مقدس یک قطعه ادبیات تک و یکپارچه نیست، زیرا هر یک از این سه بخش، به نوبه خود، حاوی کتاب‌هایی است که در زمان‌های مختلف توسط نویسندگان مختلف نوشته شده‌است، که از قرن ۸ تا ۲ قبل از میلاد نوشته نگارش شده‌اند که منابع اصلی اساطیر، ادبیات، فلسفه و شعر اسرائیلی باستان است. تمام کتاب‌های کتاب مقدس از نظر ماهیت کاملاً مذهبی نیستند. به عنوان مثال، آهنگ آوازها اشعاری عاشقانه است و همراه با کتاب استر، به صراحت از خدا یاد نمی‌کنند.

### اسرائیل مدرن

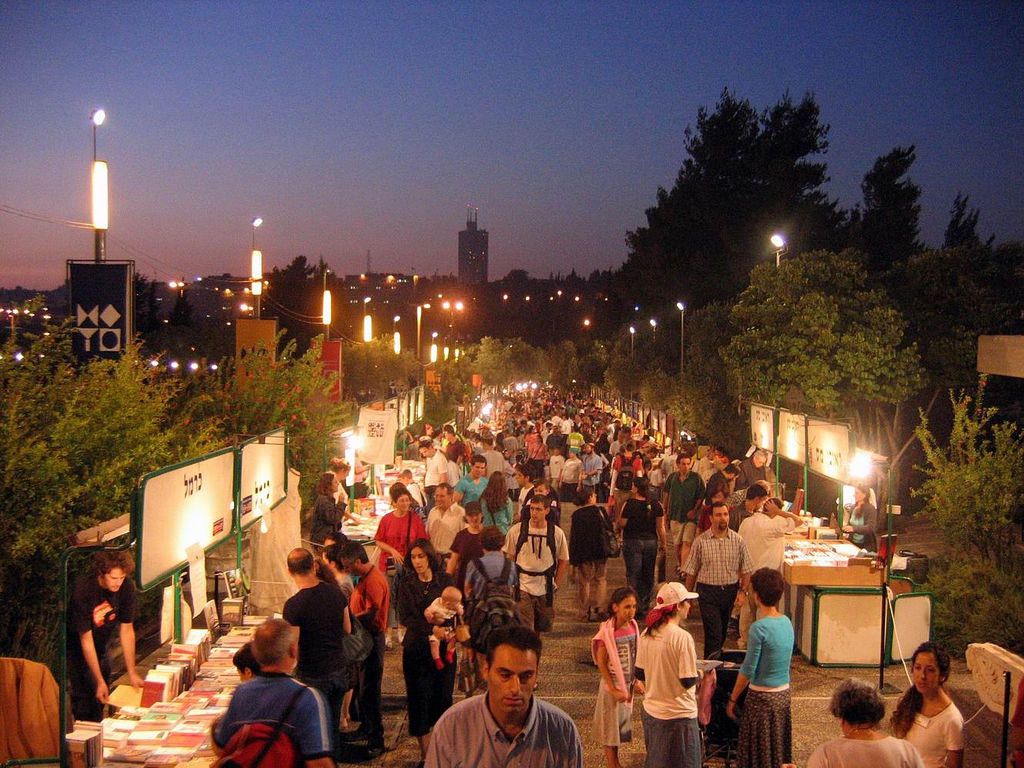
هفته کتاب عبری ۲۰۰۵، موزه اسرائیل، اورشلیم

اولین آثار ادبیات عبری در اسرائیل توسط نویسندگان مهاجر با ریشه‌های غیر اسرائیلی و سنن یهودیان اروپایی نوشته شده‌است. یوسف‌هایم برنر (۱۹۲۱–۱۸۸۱) و شموئل یوسف آگنون (۱۹۸۸–۱۸۸۸)، بسیاری از آنها به عنوان پدران ادبیات مدرن عبری یاد می‌کنند. آگنون، معاصر برنر، دانش خود را دربارهٔ میراث یهودی با تأثیر ادبیات اروپایی سده ۱۹ و اوایل قرن ۲۰ آمیخت. وی داستانی را در رابطه با تجزیه شیوه‌های سنتی زندگی، از بین رفتن ایمان و از دست دادن هویت متعاقب خود تولید کرد. در سال ۱۹۶۶، آگونون موفق به دریافت جایزه نوبل ادبیات گردید.
از دهه ۱۹۸۰ و اوایل دهه ۱۹۹۰، ادبیات اسرائیل به‌طور گسترده ترجمه شده‌است، و چندین نویسنده اسرائیلی به شهرت بین‌المللی دست یافته‌اند.
| یوسف فلاوی (۳۷- ح. ۱۰۰) | جوزف کارو (۱۴۸۸-۱۵۷۵) | حییم نحمان بیالیک (۱۸۷۳-۱۹۳۴) | شائول تورنیچوفسکی (۱۸۷۵-۱۹۴۳) | یوسف آگنون (۱۹۷۸-۱۸۸۸) | ریچل بلووسین (۱۹۹۰-۱۸۹۰) | لی گلدبرگ (۱۹۱۱ - ۱۹۷۰) | آموس اوز (۱۹۳۹–۲۰۱۸) |
| ----------------------- | --------------------- | ----------------------------- | ----------------------------- | ---------------------- | ------------------------ | ----------------------- | -------------------- |
|                         |                       |                               |                               |                        |                          |                         |                      |